# Henrik Nicolai Clausen

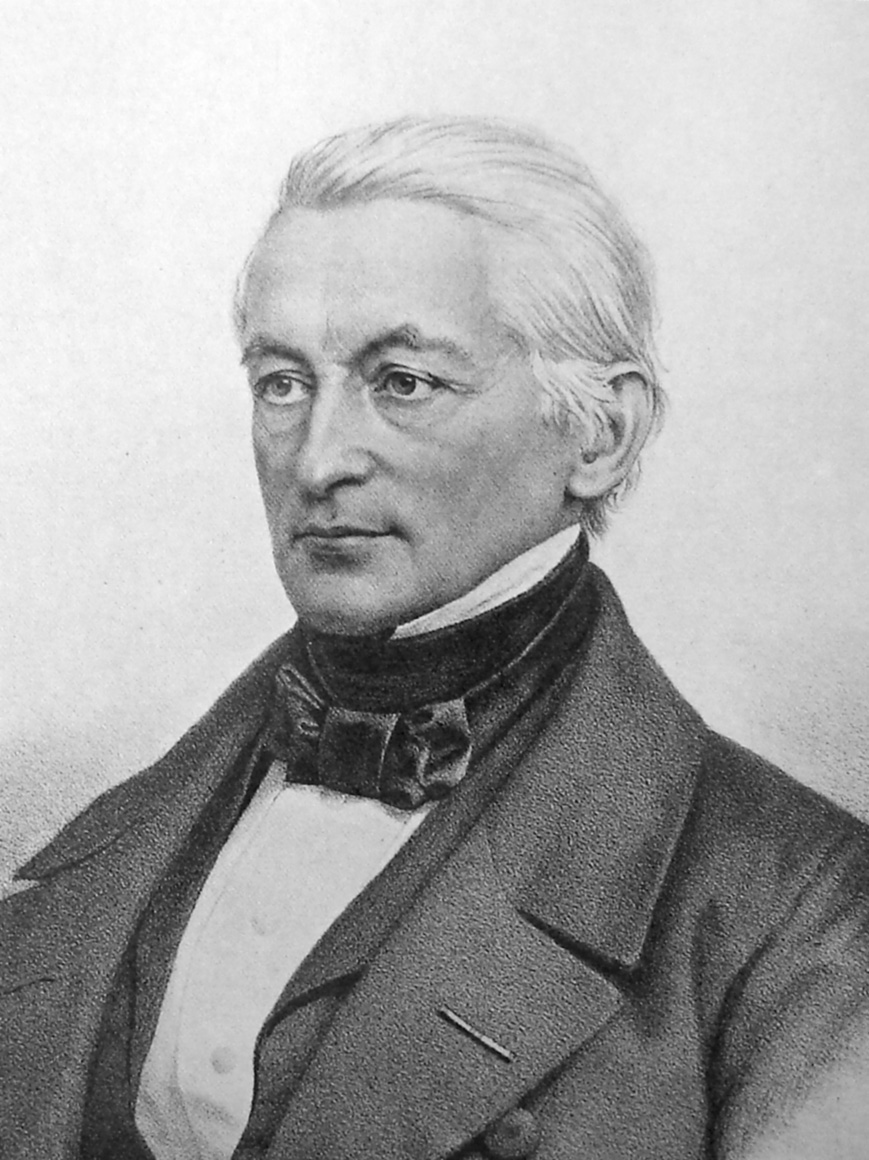
H. N. Clausen 1793–1877

Henrik Nicolai Clausen (* 22. April 1793 in Maribo auf Lolland in Dänemark; † 28. März 1877 in Kopenhagen) war ein dänischer Theologe und Politiker.

## Leben
Henrik Nicolai Clausen war der Sohn von Henrik Georg Clausen, dem späteren Stiftspropst und Hauptprediger der Frauenkirche in Kopenhagen.
Clausen wurde 1813 Kandidat der Theologie und wirkte von 1822 bis 1874 als Professor für neutestamentliche Exegese und Dogmatik an der theologischen Fakultät der Universität Kopenhagen. Fünfmal wirkte er als Rektor der Universität.
Er war ein tiefgehend von Schleiermachers Vermittlungstheologie beeinflusster Vertreter des Theologischen Rationalismus und war allen voran in seiner Bibelexegese prägend auf den in Kopenhagen lebenden isländischen Theologen Magnús Eiríksson. Auch Søren Kierkegaard war Student bei Clausen, wenngleich ihm dabei in vielen Punkten recht kritisch gegenüberstehend.
Auf seine Schrift Catholicismens og Protestantismens Kirkeforfatning, Lære og Ritus (Kopenhagen 1825) antwortete Nikolai Frederik Severin Grundtvig 1826 mit der Gegenschrift Kirkens Gienmæle mod Professor Theol. Dr. H. N. Clausen. Clausen gewann einen Rechtsprozesses gegen Grundtvig, dessen Schriften dadurch – bis zur Aufhebung im Jahr 1837 – unter Zensur gestellt wurden.
Von 1840 bis 1848 war Clausen Mitglied der Ständeversammlung in Roskilde, zu deren Präsidenten er mehrere Male gewählt wurde. Im 1848 war er mit an der Erstellung eines Vorschlages für eine Verfassung Dänemarks beteiligt und trat noch im selben Jahr als Minister (bis 1851) in das Novemberministerium Adam Wilhelm Moltkes ein.  1849–1853 war er Abgeordneter des Folketing. Von Juni bis August 1854 zeitweilig sowie dann fest vom Dezember 1854 bis zum Jahr 1863 war Clausen Mitglied des Landsting. Auch dem Dänischen Reichsrat gehörte er während dessen gesamten Bestehens (1855–1866) an. Clausen war Gegner sowohl des Absolutismus als auch des allgemeinen Wahlrechts und ein Anhänger des Dänentums, Skandinavismus sowie der Verfassungsfreiheit.
1871 wurde Clausen mit dem Großkreuz des Dannebrogordens ausgezeichnet. Eine Straße im Bahnhofsviertel von Aarhus wurde 1887 nach Clausen benannt.

## Hauptwerke

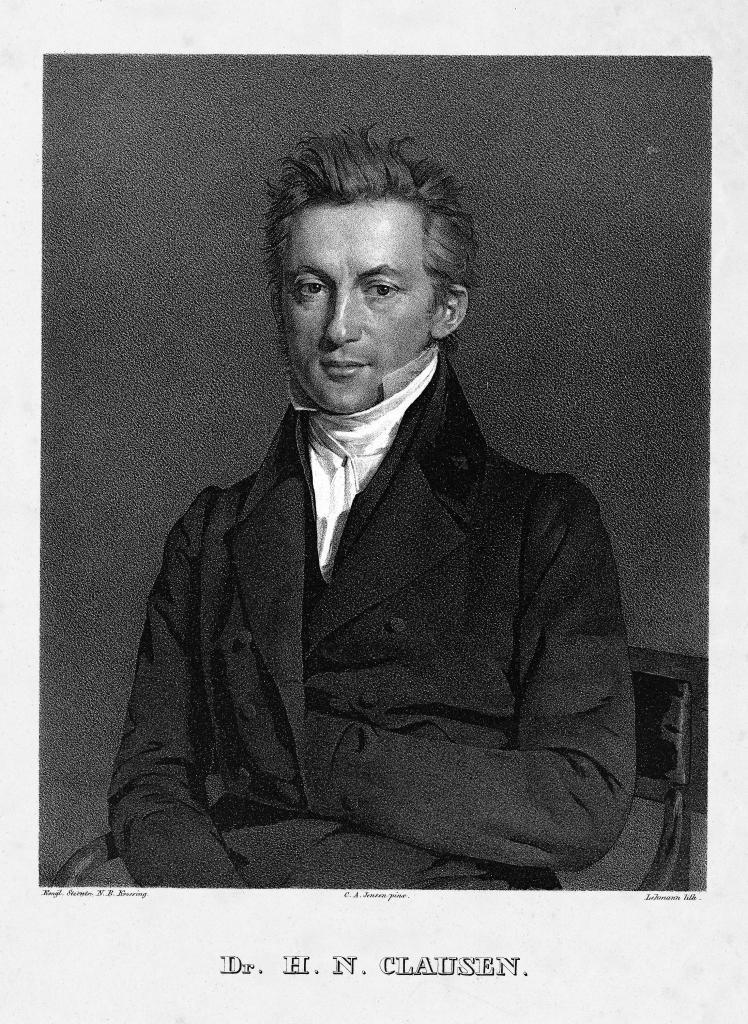
Bildnis H.N.Clausen von Christian Albrecht Jensen

- Udvikling af de christelige Hovedlærdomme. Kopenhagen 1814.
- Apologetae ecclesiae christianae ante-Theodosiani, Platonis ejusque philosophiae arbitri disquisitio, quam, inter publica festi secularis solennia, quibus beneficium reformationis ecclesiae, per Lutherum peractae. Hauniae [Kopenhagen] 1817.
- Catholicismens og Protestantismens Kirkeforfatning, Lære og Ritus. Kopenhagen 1825 [deutsch: Kirchenverfassung, Lehre und Ritus des Katholicismus und Protestantismus. übers. v. G. Fries, 3 Bände, Neustadt an der Orla 1828].
- Quatuor evangeliorum tabulæ synopticæ. Hauniæ [Kopenhagen] 1829.
- Den theologiske Partieaand, dens Character og Stridsmaade oplyst ved Exempler. Kopenhagen 1830 (Deutsch: Ueber den theologischen Parteigeist: ein Beitrag zur Geschichte der theologischen Polemik im neunzehnten Jahrhunderte. Neustadt a. d. Orla: Wagner, 1832).
- Bulla reformationis Pauli Papae tertii, ad historiam concilii Tridentini pertin., concepta non vulgata ex. cod. mscr. Neapolitano descript. nunc primum edid. annotat. illustr. H[enricus] N[icolaus] Clausen. Kopenhagen 1830.
- Undersøgelse om symbolske Bøgers Misbrug og deres rette Brug. Sonderdruck aus der Maanedsskrift for Litteratur. Band 5, Kopenhagen 1831.
- Populaire Foredrag over Reformationen, holdte som Indledning til den danske evangeliske Kirkes tredie Jubilæum, i den reformeerte Kirke i Kjøbenhavn: Tilføiet er: Forfatterens Tale paa Jubelfestens anden Dag, i Universitetets Festsal. Kopenhagen 1836 (Deutsch: Populäre Vorträge über die Reformation als Einleitung zum 3. Jubiläum der evangelischen Kirche in Dänemark: gehalten in der reformierten Kirche zu Kopenhagen. Leipzig: Rein, 1837).
- Fest-Prædikener, holdne i Frue Kirke. Kopenhagen 1836.
- Tale ved Universitetsfesten i Anledning af Hs. Maj. Kongens Fødselsdag d. 1. Febr. 1838. Kopenhagen 1838.
- Historisk Fremstilling af Kjøbenhavns Universitets Virksomhed i Rectoratet: fra Juni 1837 til November 1838. Kopenhagen 1839.
- Fortsat Undersøgelse om Universitetets Tilstand og Virksomhed. Kopenhagen 1839.
- Det Nye Testaments Hermeneutik. Kopenhagen 1840 (Deutsch: Hermeneutik des Neuen Testaments. Leipzig: Köhler, 1841).
- Henrik Georg Clausens Eftermaele. Kopenhagen 1840.
- Ved Thronskiiftet 1848. Kopenhagen 1848.
- Fortolkning af de synoptiske Evangelier. Kopenhagen 1850.
- Den Augsburgske Confession, oversat og belyst ved historisk-dogmatisk Udvikling. Kopenhagen 1851.
- De tre Spörgsmaal angaande Arvefölgesagen. Av en Rigsdagsmand. Kopenhagen 1852.
- Udvikling af de christelige Hovedlærdomme. Kopenhagen 1853.
- Christelig Troeslære. Kopenhagen 1853.
- Det danske Sprogs Enmaerker i Slesvig, betragtede fra Kirkens og Skolens Synpunkt. Kopenhagen 1854.
- Den augsburgske Confession, oversat og belyst ved historisk dogmatisk Udvikling. Kopenhagen 1854.
- Johannes-evangeliet. Kopenhagen 1855.
- Joakim Frederik Schouw’s offentlige Liv. Kopenhagen 1856.
- Slesvigeren Christian Ditlef Paulsen’s Livshistorie i Omrids. Kopenhagen 1857.
- Det evangeliske Kirkelivs Nutid og Fremtid: Tolv Foredrag. Kopenhagen 1859 [2. überarbeitete und erweiterte Auflage 1878].
- Anvendelsen af Loven om Lösning af Sognebaandet. Kopenhagen 1862.
- Kristelig Overleverings Betydning for den evangeliskprotestantiske Kirke. Kopenhagen 1870.
- Optegnelser om mit Levneds og min Tids Historie. Kopenhagen 1877.
- Faedrelandske Forhold og Anliggender. Mindre Arbeider ad H-N-C-. posthum hrsg. von Johannes Clausen, Kopenhagen 1880–1881.
- Kirkelige Forhold og Anliggender. Mindre Arbeider. posthum hrsg. von Johannes Clausen, Kopenhagen 1883–1885.
- Af min Reisedagbog 1818. posthum hrsg. von Carl S. Petersen, Kopenhagen 1918.

- Zusammen mit M.H. Hohlenberg Hg. von Tidsskrift for udenlandsk theologisk Litteratur. Kopenhagen 1833–1852.